# 市ケ谷駅
市ケ谷駅および市ヶ谷駅（いちがやえき）は、東京都千代田区・新宿区にある、東日本旅客鉄道（JR東日本）・東京地下鉄（東京メトロ）・東京都交通局（都営地下鉄）の駅である。
JR東日本と東京メトロの駅は「市ケ谷」、都営地下鉄の駅は「市ヶ谷」と表記する。
所在地は、JR東日本が千代田区五番町、東京メトロが新宿区市谷田町一丁目、都営地下鉄が千代田区九段南四丁目である。
JR東日本の駅は千代田区最西端である。

## 乗り入れ路線
JR東日本、東京メトロおよび都営地下鉄の計3社局が乗り入れ、接続駅となっている。南北線を挟んだ接続以外は容易に乗り換えられる。南北線とJR中央・総武線との乗り換えは、隣の飯田橋もしくは四ツ谷の方が便利。南北線と有楽町線の乗り換えは隣の飯田橋の方が便利である。
JR東日本の駅に乗り入れている路線は、線路名称上は中央本線であるが、当駅には緩行線を走る中央・総武線各駅停車のみが停車する。また、特定都区市内制度における「東京都区内」および「東京山手線内」に属しており、各路線ごとに駅番号が付与されている。
- JR東日本
  -  中央・総武線（各駅停車） - 駅番号「JB 15」

地下鉄は、有楽町線と南北線、新宿線の3路線が乗り入れており、各路線ごとに駅番号が付与されている。
- 東京メトロ
  -  有楽町線 - 駅番号「Y 14」
  -  南北線 - 駅番号「N 09」
- 都営地下鉄
  -  新宿線 - 駅番号「S 04」

## 歴史
- 1895年（明治28年）3月6日：甲武鉄道の駅として開業[1]。当初は旅客営業のみ[1]。
- 1906年（明治39年）10月1日：甲武鉄道の国有化により官設鉄道の駅となる[2]。
- 1909年（明治42年）10月12日：線路名称制定により中央東線（1911年から中央本線）の所属となる[2]。
- 1942年（昭和17年）4月1日：荷物の取り扱いを開始[1]。
- 1949年（昭和24年）6月1日：日本国有鉄道発足[3]。
- 1960年（昭和35年）5月1日：荷物の取り扱いを廃止[1]。
- 1974年（昭和49年）10月30日：帝都高速度交通営団（営団地下鉄）有楽町線の駅が開業。両端駅（池袋駅・銀座一丁目駅）の自動改札化に伴い、自動券売機では、開業当初から磁気化券が発売された。
- 1979年（昭和54年）
  - 1月13日：国鉄の駅が改築され、そのうち1階駅部のみ使用を開始[4]。
  - 7月17日：国鉄の駅が鉄骨二階建ての「エポ市ケ谷」として全面開業[4]。みどりの窓口も同時に開設[4]。
- 1980年（昭和55年）3月16日：都営地下鉄新宿線の駅が開業。
- 1987年（昭和62年）4月1日：国鉄分割民営化に伴い、国鉄の駅は東日本旅客鉄道（JR東日本）の駅となる[1][5]。
- 1990年（平成2年）12月22日：JR東日本の駅に自動改札機を設置[6]。
- 1994年（平成6年）3月26日：JR東日本と営団の連絡改札口に自動改札機を設置[7]。
- 1995年（平成7年）6月25日：JR東日本と都営地下鉄の連絡改札口に自動改札機を設置[8]。
- 1996年（平成8年）3月26日：営団地下鉄南北線の駅が開業[9][10][11]。
- 2001年（平成13年）11月18日：JR東日本でICカード「Suica」の利用が可能となる[報道 1]。
- 2004年（平成16年）4月1日：帝都高速度交通営団（営団地下鉄）民営化に伴い、有楽町線・南北線の駅は東京地下鉄（東京メトロ）に継承される[報道 2]。
- 2007年（平成19年）3月18日：東京メトロ・都営地下鉄でICカード「PASMO」の利用が可能となる[報道 3]。
- 2011年（平成23年）10月15日：東京メトロ有楽町線でホームドアの使用を開始[報道 4]。
- 2013年（平成25年）3月16日：東京メトロと都営地下鉄との改札通過サービスを実施[報道 5]。
- 2015年（平成27年）
  - 3月10日：東京メトロ南北線ホームの発車メロディを変更[報道 6]。
  - 4月1日：都営地下鉄市ヶ谷駅務管理所が廃止、都庁前駅務管理所に統合される。
- 2021年（令和3年）
  - 3月6日：JR東日本でスマートホームドアの使用を開始[報道 7]。
  - 5月31日：都営交通の定期券売り場が営業終了[12]。
- 2022年（令和4年）2月28日：みどりの窓口の営業を終了[13][14]。
- 2024年（令和6年）8月21日：ゲリラ豪雨により東京メトロ6番出入口から浸水。改札口周辺が冠水した[15]。

## 駅構造
当駅は3社局が乗り入れる駅であり、日本でも当駅だけの3社局全相互間の連絡改札口がある。東京メトロ⇔JR東日本間の連絡改札口はJR東日本の管理、都営地下鉄⇔東京メトロ・JR東日本間の連絡改札口は都営地下鉄の管理である。いずれも乗り継ぎ自動精算機が設置されている。
連絡改札自動化の実験として、2枚連続投入式（重ねて同時に投入するのではなく1枚ずつ続けて投入）の改札機の実用試験がJR東日本によって行われ、そのまま本採用となった（のちに更新されている）。また、東京都交通局 - 東京メトロ間の連絡改札口に自動乗り継ぎ精算機が設置されたのは当駅が最初である（1993年5月9日に設置）。
2013年3月16日より、都営地下鉄⇔東京メトロ間の連絡改札口を経由して相手方の駅構内を通過できる、駅構内通過サービスが導入された。

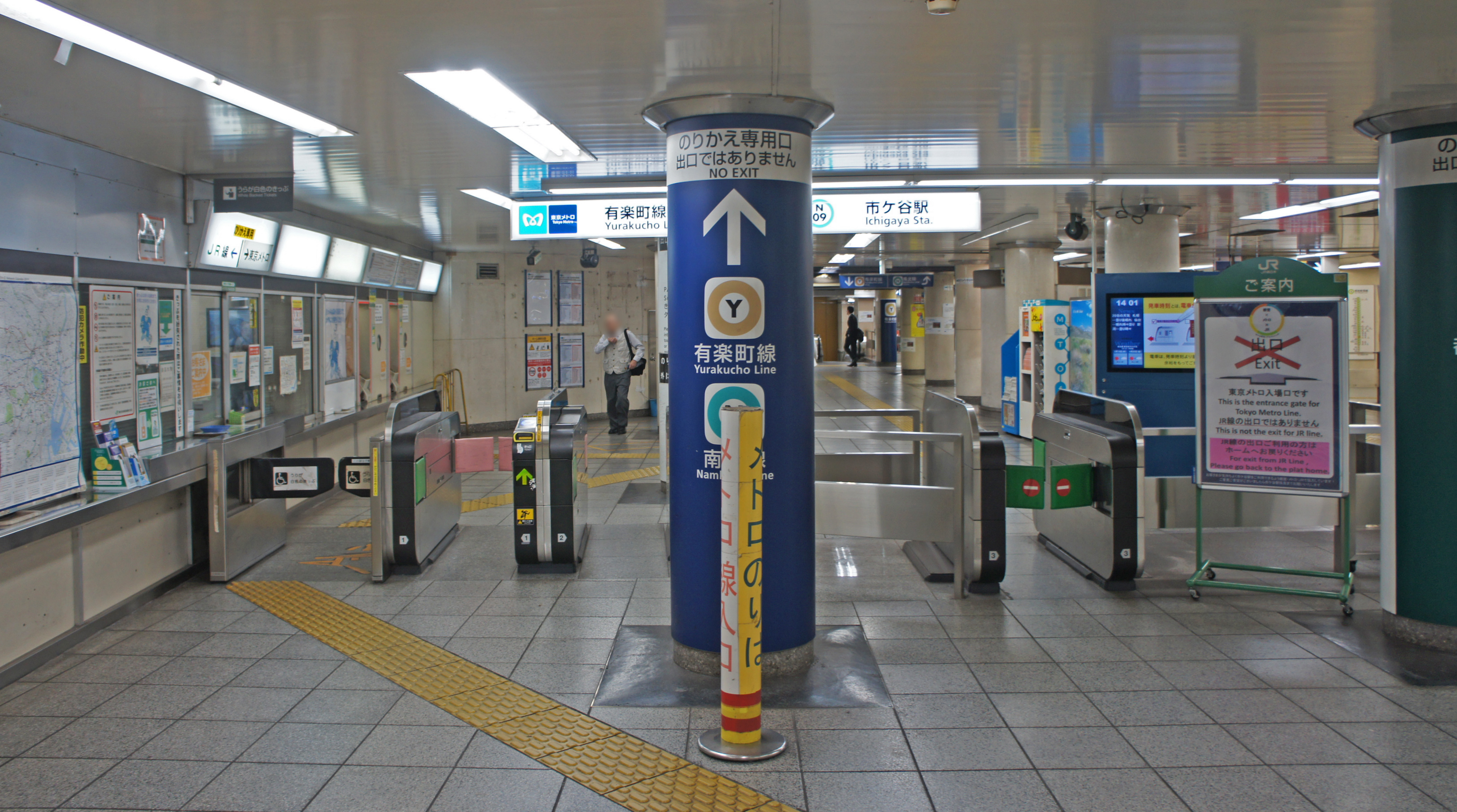
東京メトロ⇔JR東日本間の乗り換え専用改札口（2019年9月）
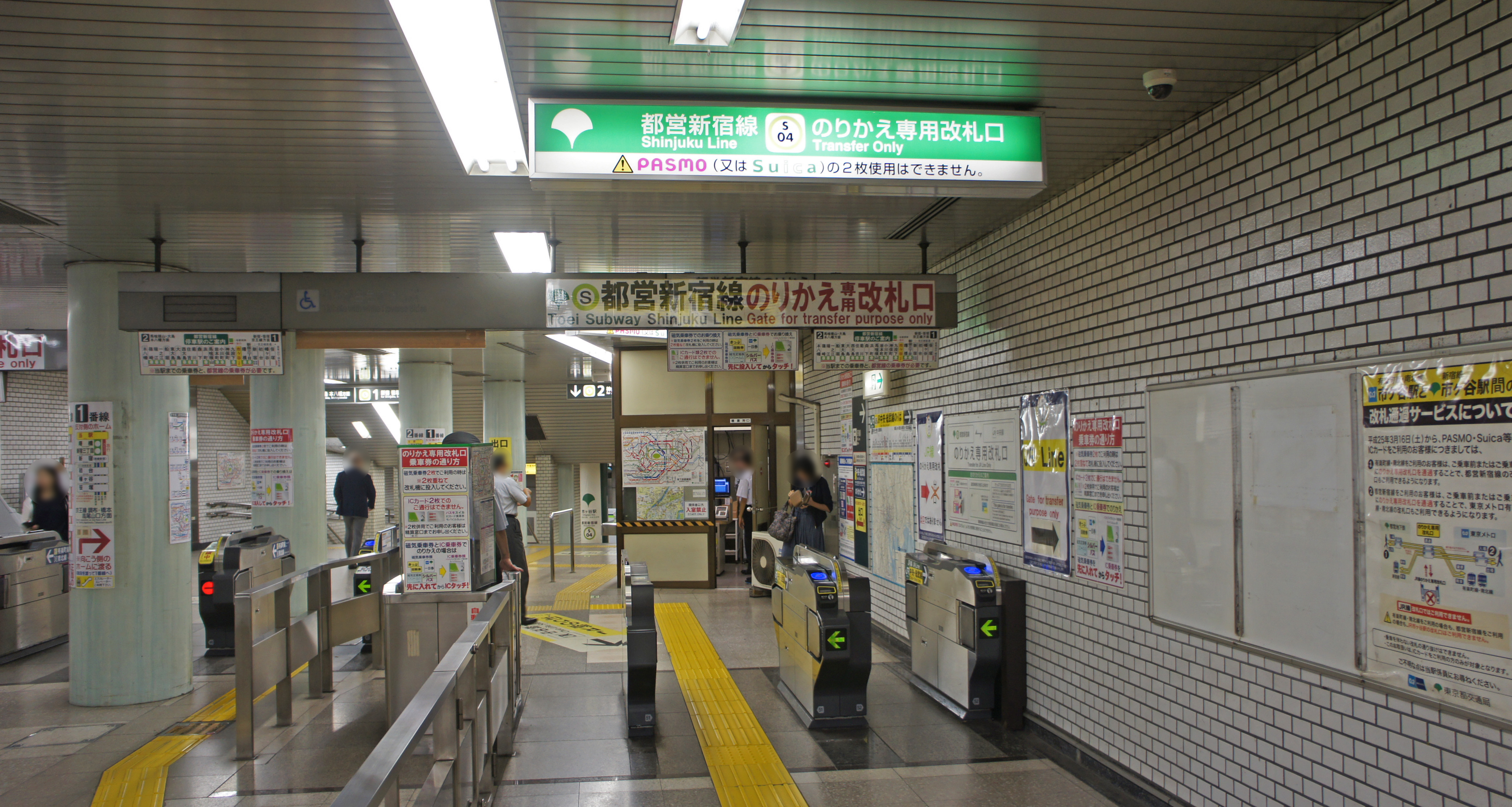
都営地下鉄⇔東京メトロ・JR東日本間の乗り換え専用改札口（2019年9月）

### JR東日本
島式ホーム1面2線を持つ地上駅で、橋上駅舎を有している。出口は新宿寄りに1か所ある。他に地下鉄各線への乗り換え口がある。
当駅は運賃計算において東京山手線内の駅であるが、山手線電車の停車駅である神田駅（キロ程4.5 km）・秋葉原駅（4.1 km）・代々木駅（3.8 km）のほぼ中間に所在する。
ホームは外濠の真横にあり、外濠には釣り堀もある。とくに桜が満開となる時期の景観は美しい。
直営駅である。管理駅でもあるが、当駅は自駅のみの単駅管理となっている。
2010年に安全対策として床を防滑素材に張り替える際、近辺にある日本棋院の提案を受け、長生を題材としたモザイクアートを設置した。

#### のりば

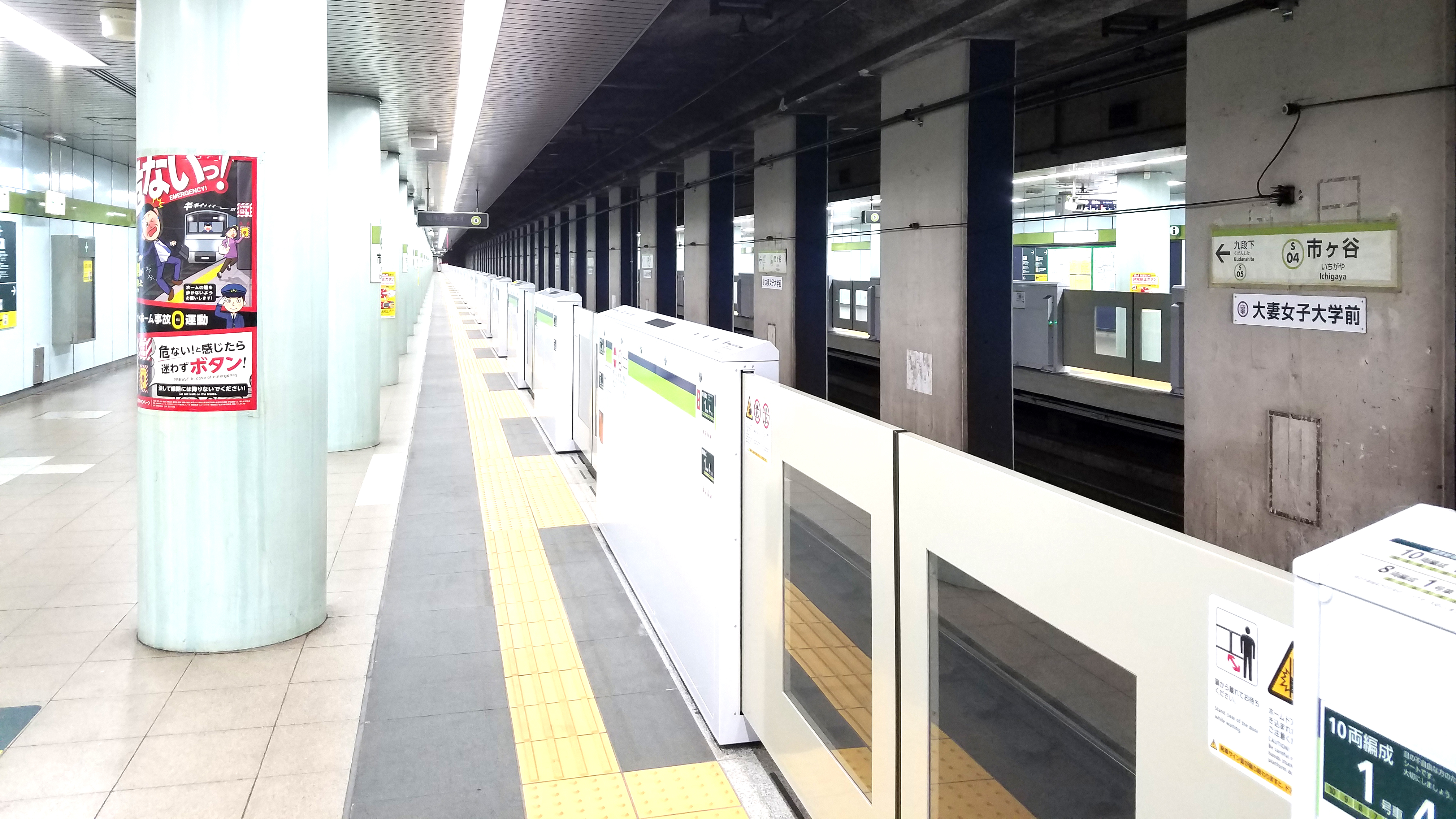
ホーム（2019年12月）

| 番線 | 路線                     | 方向 | 行先                     |
| ---- | ------------------------ | ---- | ------------------------ |
| 1    | 中央・総武線（各駅停車） | 西行 | 新宿・中野・三鷹方面     |
| 2    | 中央・総武線（各駅停車） | 東行 | 御茶ノ水・両国・千葉方面 |

（出典：JR東日本:駅構内図）
- 2020年3月14日のダイヤ改正以降、早朝・深夜に設定されていた東京駅発着の各駅停車が消滅した[報道 8]。

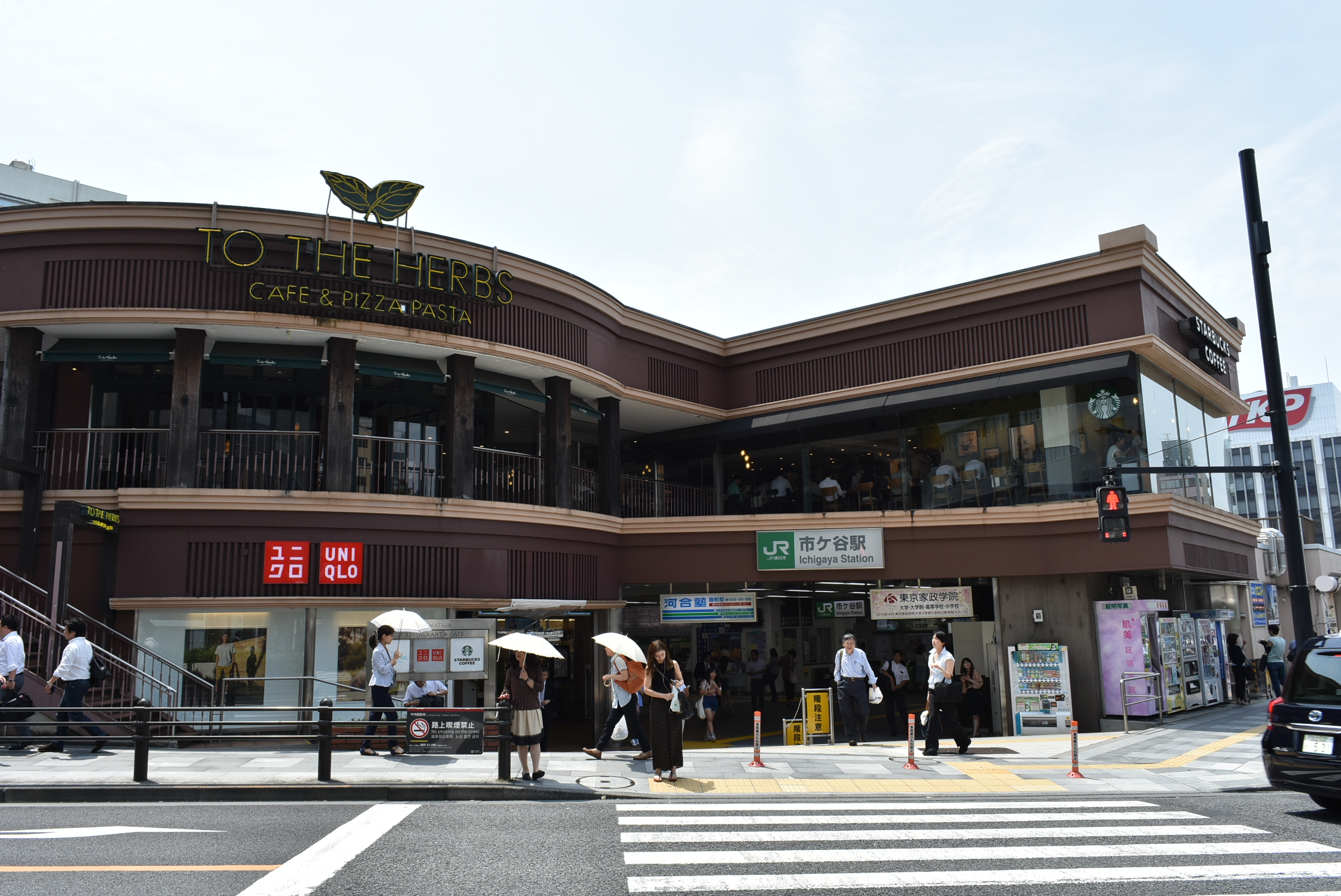
駅入口（2018年6月）
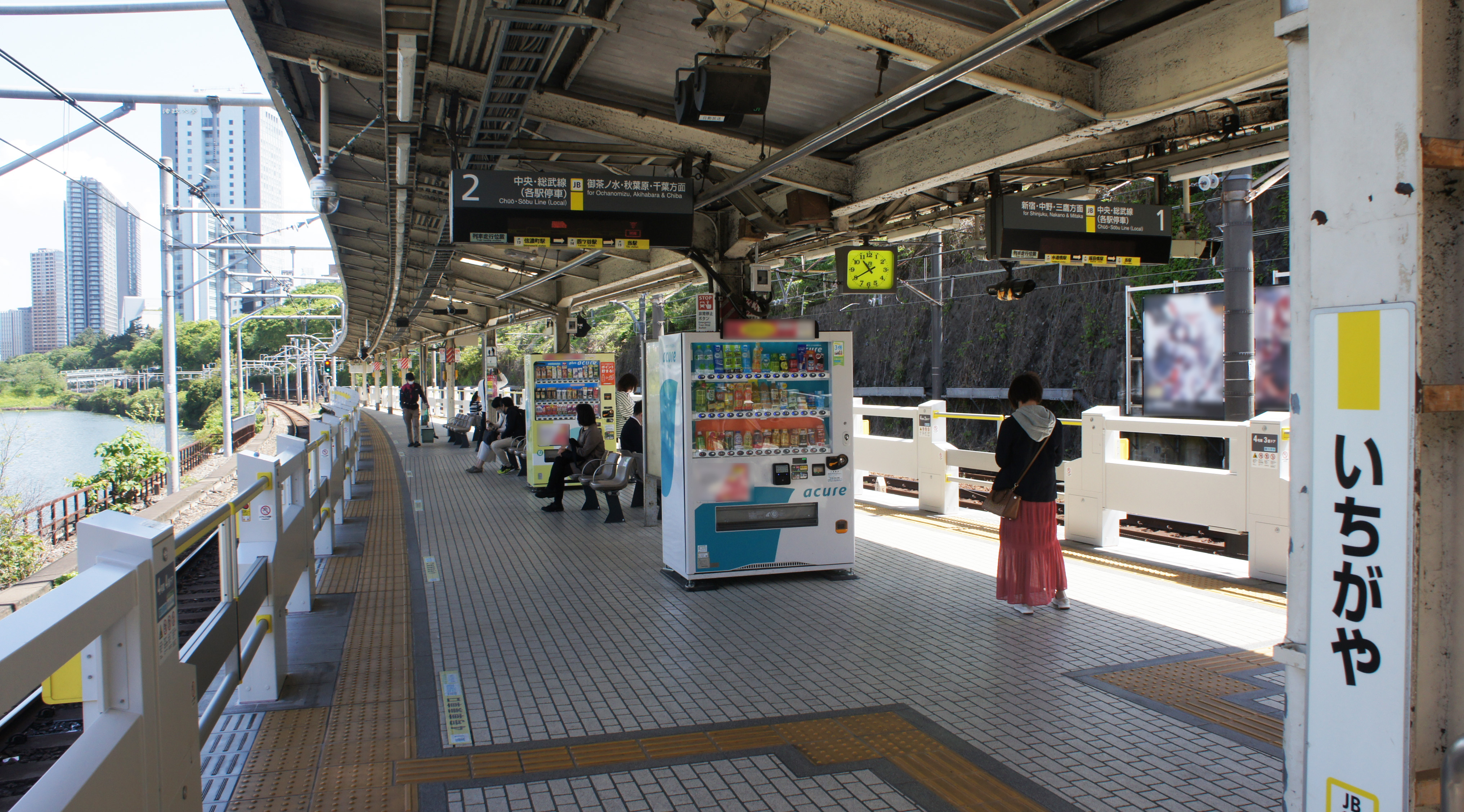
JRホーム（2021年4月）

### 東京メトロ
有楽町線、南北線それぞれに島式ホーム1面2線を有する地下駅で、有楽町線のホームには可動式ホーム柵が、南北線のホームにはフルスクリーンタイプのホームドアが設置されている。構内に南北線 - 有楽町線間の連絡線が存在し、南北線および乗り入れ先の埼玉高速鉄道の車両が、検査で綾瀬工場などへ回送される際に使用される。なお、当該連絡線設置に伴い2番線の停止位置目標は麹町側に移動した。
有楽町線の池袋方向に留置線（旧・二代目飯田橋検車区）があり、2008年6月14日のダイヤ改正以前に設定されていた当駅始発・終着の列車が使用していた。現在は終電後に池袋駅から回送される1編成が夜間留置を行い、翌朝初電の当駅始発和光市行に使用される。
南北線側には有楽町線への連絡線部分に、入出庫用の引き上げ線1線と南北線用の留置線が4線あり、収容力が小さく5編成しか留置できない王子検車区を補完している（市ケ谷留置線）。市ケ谷留置線の線路自体は5線あるが、1線は器材線（保線車両留置用・延長128 m）である。また、四ツ谷駅寄りの本線上に両渡り線があるが、四ツ谷駅 - 溜池山王駅間の延伸開業までは折り返しを当箇所で行なっており、当駅 - 四ツ谷駅間は単線並列運転を行っていた。
南北線の駅構築は市ケ谷留置線との一体構築となっている。南北線開業時には、7番出入口の新設と新宿区提供の保険会館新館・国井記念館敷地内にエレベーター出入口の新設が行われたほか、既設の有楽町線5・6番出入口を南北線との共用に改造した。南北線ホームのエレベーターはホームの四ツ谷側端部に設置されている。6両編成の停車しない位置にあるため、8両化対応工事が実施されるまでは、ホームの未供用部分の一部に最低限の整備を施し通路として暫定供用していた。2021年10月に四ツ谷方階段の増設工事が完了し、同時にホームとしての全面供用も開始された。
有楽町線ホームと南北線ホームを結ぶ連絡通路には、JR中央線と都営新宿線の乗り換え口側に動く歩道が設置されている。
南北線のコンコース中央には江戸城外濠跡の石垣や江戸期古地図、遺跡展示コーナーなどからなる「江戸歴史散歩コーナー」が設置されている。

#### のりば
| 番線                              | 路線     | 行先                       |
| --------------------------------- | -------- | -------------------------- |
| 有楽町線・南北線ホーム（地下4階） |          |                            |
| 1                                 | 有楽町線 | 新木場方面                 |
| 2                                 | 有楽町線 | 和光市・森林公園・飯能方面 |
| 3                                 | 南北線   | 赤羽岩淵・浦和美園方面     |
| 4                                 | 南北線   | 目黒方面                   |

（出典：東京メトロ:構内図）

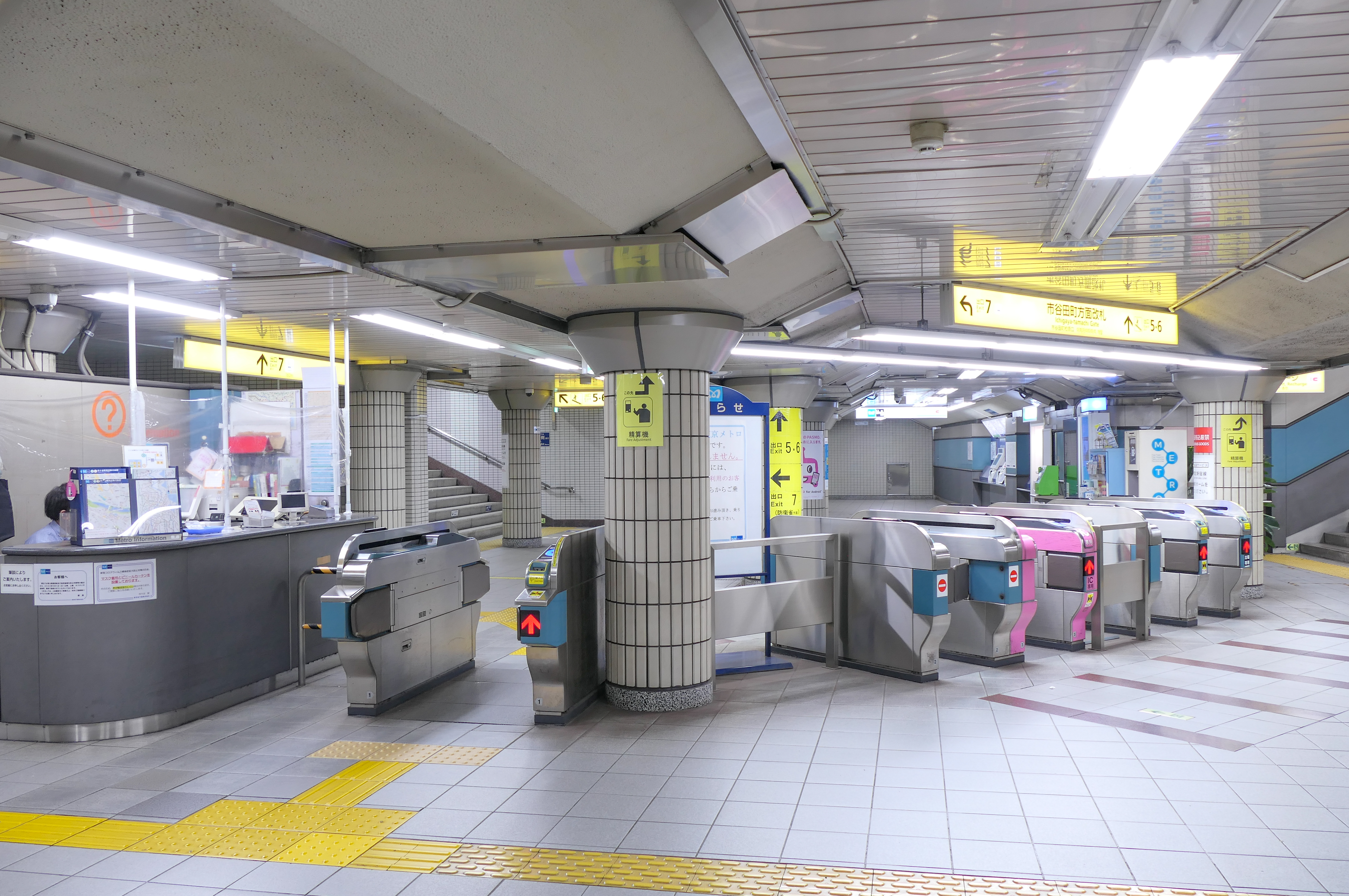
市谷田町方面改札（2022年5月）
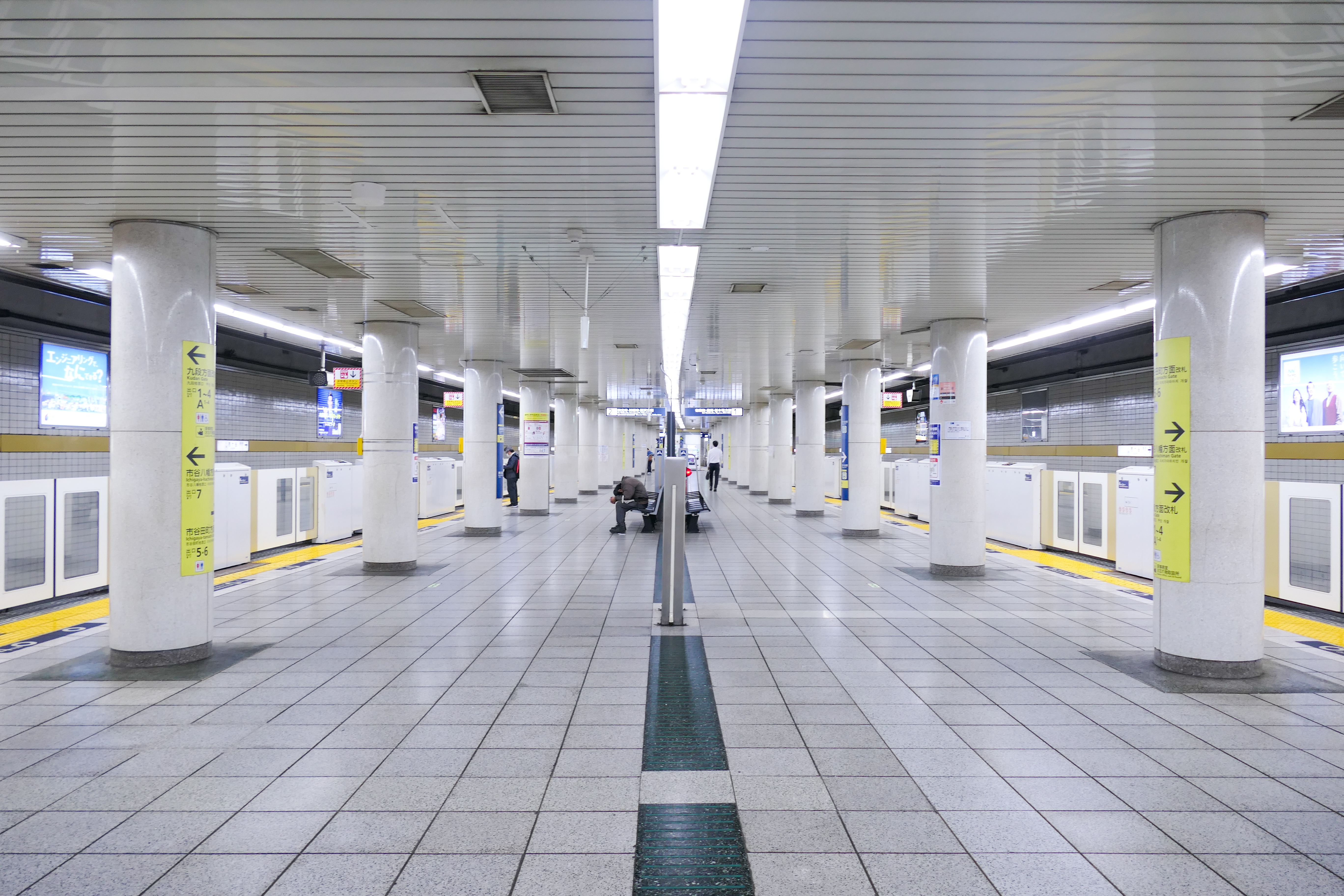
有楽町線1・2番線ホーム（2022年5月）
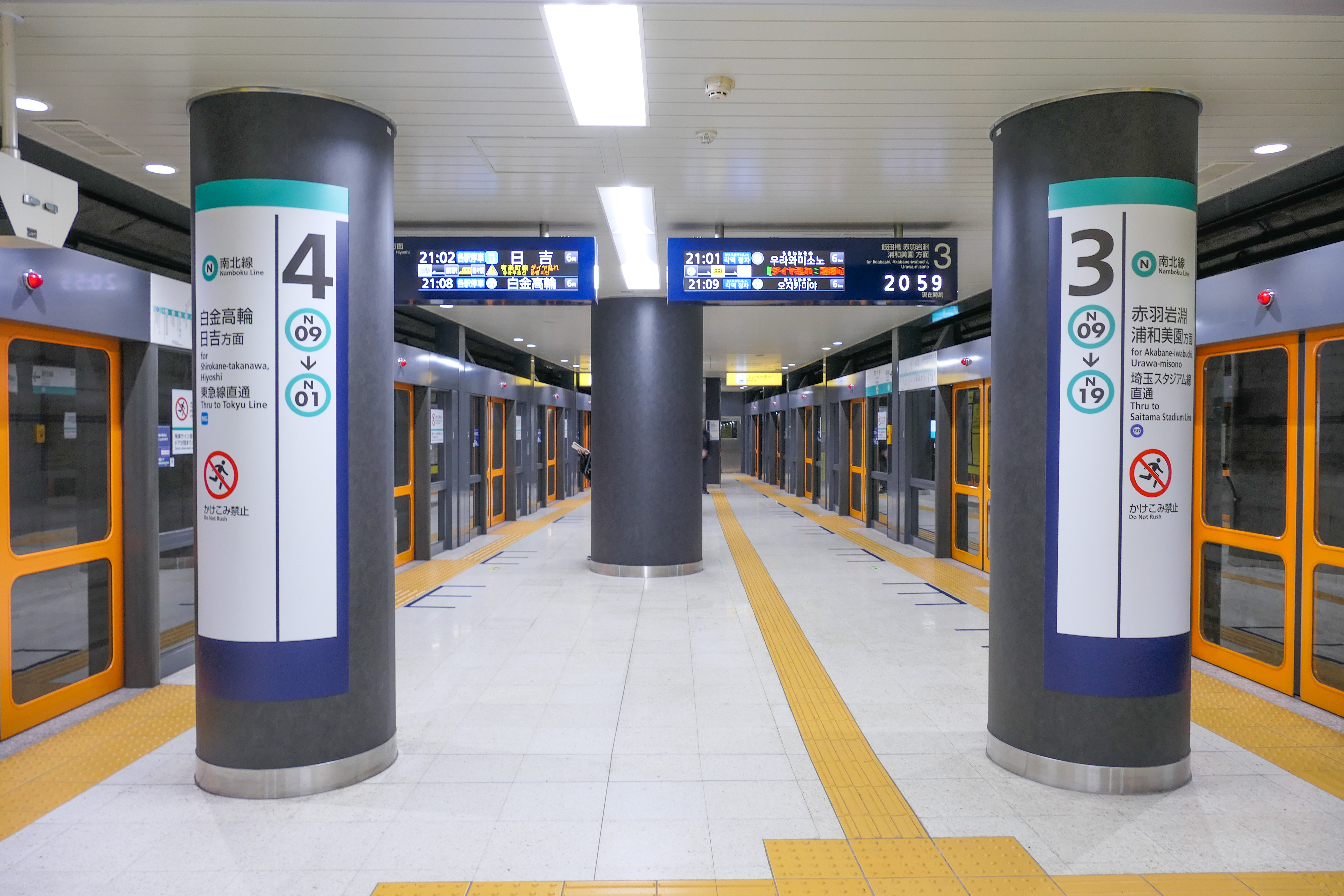
南北線3・4番線ホーム（2022年5月）
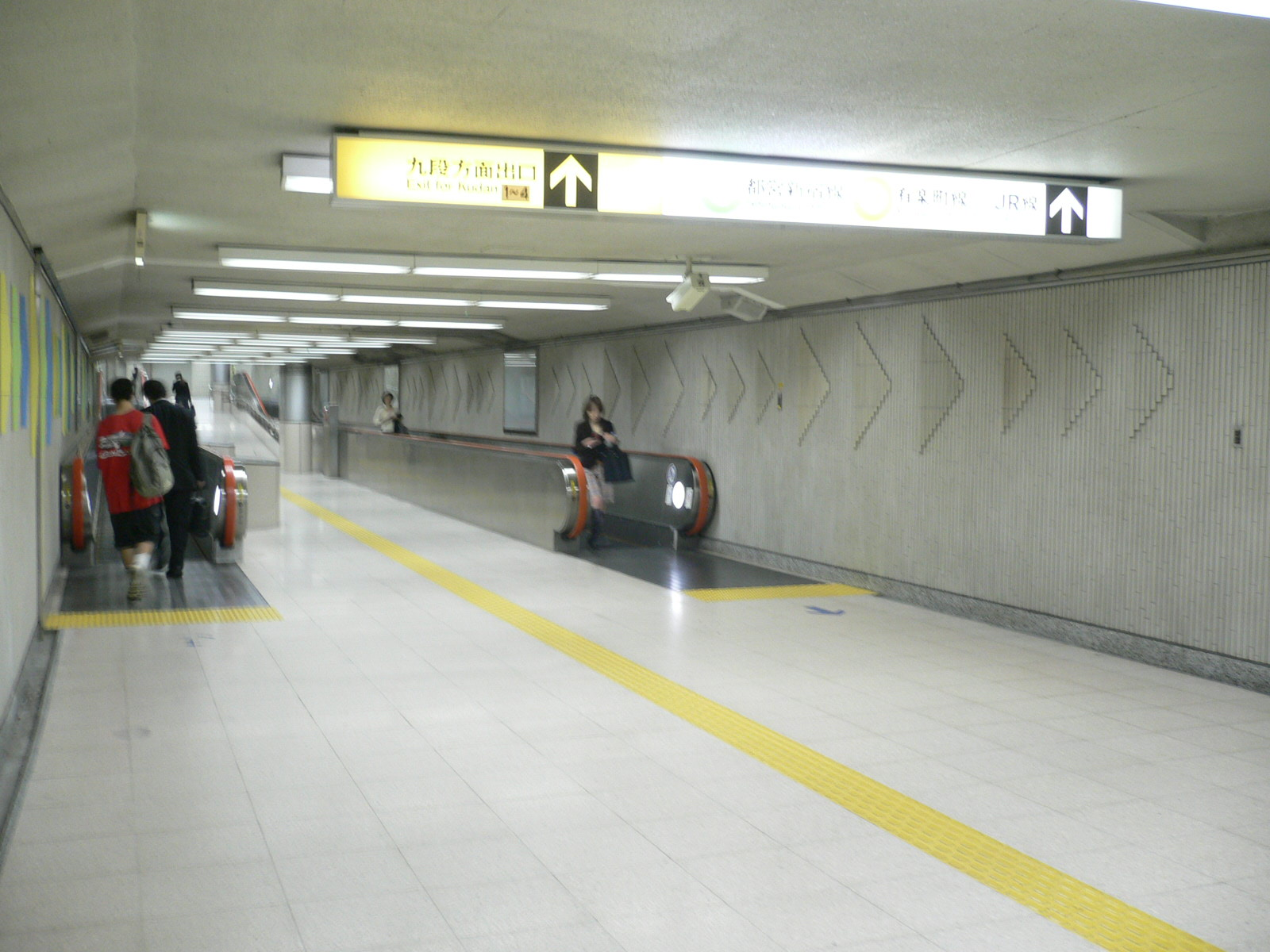
連絡通路の動く歩道（2005年10月）
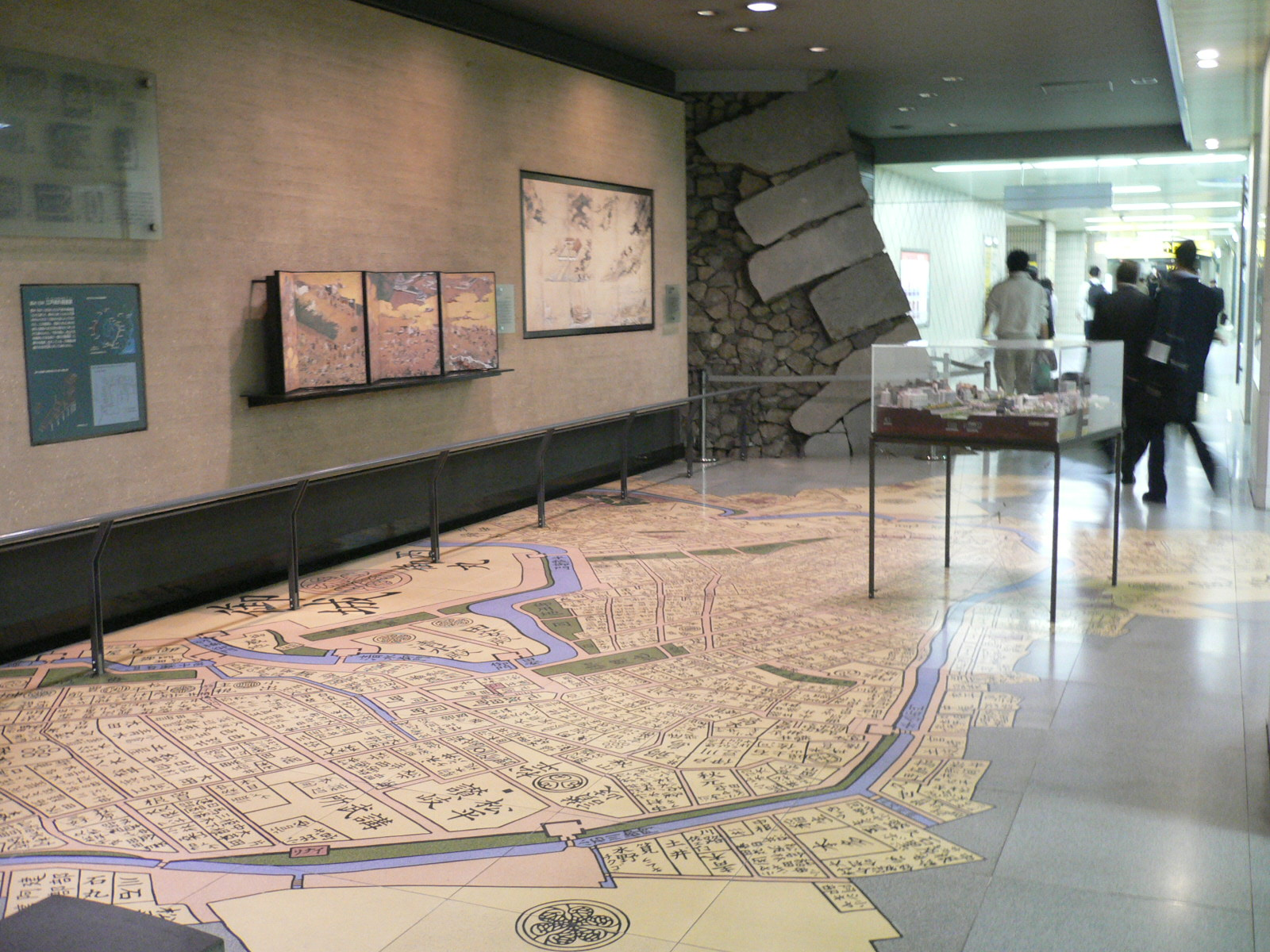
江戸歴史散歩コーナー（2005年10月）

#### 発車メロディ
全ホームでスイッチ制作の発車メロディ（発車サイン音）を使用している。
なお、南北線ホームでは当初、吉村弘作曲の同線全駅共通のメロディを使用していた。
| 番線 | 路線     | 曲名           | 作曲者   |
| ---- | -------- | -------------- | -------- |
| 1    | 有楽町線 | common         | 谷本貴義 |
| 2    | 有楽町線 | 電車でウキウキ | 福嶋尚哉 |
| 3    | 南北線   | 明るい水辺     | 塩塚博   |
| 4    | 南北線   | オアシス       | 山崎泰之 |

### 東京都交通局
相対式ホーム2面2線を有する地下駅。一部の駅名標の下部には大妻女子大学前の表示がある。
改札は地下1階、ホームは地下2階にある。本八幡寄りに片渡り線があるが、非常時の折り返し運転用であり、通常の営業用としては使われていない。ただし、2008年に運転された臨時列車「都営新宿線開業30周年」号では、実際に当駅で折り返し運転をする際に使用された。
都庁前駅務管区市ヶ谷駅務区の所在駅であり、新宿線の新宿駅 - 岩本町駅間の各駅を管理している。

#### のりば
| 番線 | 路線       | 行先              |
| ---- | ---------- | ----------------- |
| 1    | 都営新宿線 | 新宿・ 京王線方面 |
| 2    | 都営新宿線 | 本八幡方面        |

（出典：都営地下鉄:構内図）
- ホーム（2019年12月）

#### 駅構内設備
- 改札階
  - VIE DE FRANCE
  - ラフィネ
  - ミスターミニット

## 利用状況
- JR東日本 - 2023年度（令和5年度）の1日平均乗車人員は49,474人である[JR 1]。
JR東日本管内の駅の中では新浦安駅に次いで第88位。
- 東京メトロ - 2024年度（令和6年度）の1日平均乗降人員は133,367人である[メトロ 1]。
東京メトロ全130駅の中では有楽町駅に次ぐ第18位。この値は有楽町線⇔南北線間の乗換人員を含まない。
  - 有楽町線⇔南北線間の乗換人員を含んだ、2018年度（平成30年度）の路線別1日平均乗降人員は以下の通りである[乗降データ 1]。
    - 有楽町線 - 116,166人 - 同線内では第8位。
    - 南北線 - 48,022人 - 同線内では第11位。
- 都営地下鉄 - 2023年度（令和4年度）の1日平均乗降人員は85,603人（乗車人員：42,165人、降車人員：43,438人）である[都交 1]。
新宿線内では新宿駅・神保町駅・馬喰横山駅・九段下駅に次いで第5位。

### 年度別1日平均乗降人員
各年度の1日平均乗降人員数は下表の通り（JRを除く）。
| 年度               | 営団 / 東京メトロ | 営団 / 東京メトロ | 都営地下鉄       | 都営地下鉄 |
| 年度               | 1日平均 乗降人員  | 増加率            | 1日平均 乗降人員 | 増加率     |
| ------------------ | ----------------- | ----------------- | ---------------- | ---------- |
| 1999年（平成11年） | 108,614           |                   |                  |            |
| 2000年（平成12年） | 113,715           | 4.7%              |                  |            |
| 2001年（平成13年） | 113,448           | −0.2%             |                  |            |
| 2002年（平成14年） | 112,922           | −0.5%             |                  |            |
| 2003年（平成15年） | 112,658           | −0.2%             | 74,792           | −0.2%      |
| 2004年（平成16年） | 111,534           | −1.0%             | 74,479           | −0.4%      |
| 2005年（平成17年） | 113,876           | 2.1%              | 75,787           | 1.8%       |
| 2006年（平成18年） | 118,413           | 4.0%              | 78,403           | 3.5%       |
| 2007年（平成19年） | 126,622           | 6.9%              | 85,169           | 8.6%       |
| 2008年（平成20年） | 128,092           | 1.2%              | 86,426           | 1.5%       |
| 2009年（平成21年） | 127,542           | −0.4%             | 86,668           | 0.3%       |
| 2010年（平成22年） | 126,997           | −0.4%             | 85,756           | −1.1%      |
| 2011年（平成23年） | 124,197           | −2.2%             | 83,435           | −2.7%      |
| 2012年（平成24年） | 126,846           | 2.1%              | 84,529           | 1.3%       |
| 2013年（平成25年） | 131,363           | 3.6%              | 87.151           | 3.1%       |
| 2014年（平成26年） | 134,206           | 2.2%              | 89,429           | 2.6%       |
| 2015年（平成27年） | 139,608           | 4.0%              | 92,994           | 4.0%       |
| 2016年（平成28年） | 142,685           | 2.2%              | 95,112           | 2.3%       |
| 2017年（平成29年） | 146,603           | 2.7%              | 98,926           | 4.0%       |
| 2018年（平成30年） | 150,760           | 2.8%              | 101,106          | 2.2%       |
| 2019年（令和元年） | 150,922           | 0.1%              | 101,093          | −0.0%      |
| 2020年（令和02年） | 98,209            | −34.9%            | 66,889           | −33.8%     |
| 2021年（令和03年） | 102,747           | 4.6%              | 70,806           | 5.9%       |
| 2022年（令和04年） | 116,190           | 13.1%             | 78,112           | 10.3%      |
| 2023年（令和05年） | 127,095           | 9.4%              | 85,603           | 9.6%       |
| 2024年（令和06年） | 133,367           | 4.9%              |                  |            |

### 年度別1日平均乗車人員（1890年代 - 1930年代）
各年度の1日平均乗車人員数は下表の通り。
| 年度               | 甲武鉄道 / 国鉄 | 出典              |
| ------------------ | --------------- | ----------------- |
| 1895年（明治28年） | 407             | [ 東京府統計 2 ]  |
| 1896年（明治29年） | 938             | [ 東京府統計 3 ]  |
| 1897年（明治30年） | 863             | [ 東京府統計 4 ]  |
| 1898年（明治31年） | 879             | [ 東京府統計 5 ]  |
| 1899年（明治32年） | 998             | [ 東京府統計 6 ]  |
| 1900年（明治33年） | 1,015           | [ 東京府統計 7 ]  |
| 1901年（明治34年） | 1,070           | [ 東京府統計 8 ]  |
| 1902年（明治35年） | 1,049           | [ 東京府統計 9 ]  |
| 1903年（明治36年） | 1,051           | [ 東京府統計 10 ] |
| 1904年（明治37年） | 1,114           | [ 東京府統計 11 ] |
| 1905年（明治38年） | 823             | [ 東京府統計 12 ] |
| 1907年（明治40年） | 742             | [ 東京府統計 13 ] |
| 1908年（明治41年） | 980             | [ 東京府統計 14 ] |
| 1909年（明治42年） | 1,084           | [ 東京府統計 15 ] |
| 1911年（明治44年） | 1,374           | [ 東京府統計 16 ] |
| 1912年（大正元年） | 1,593           | [ 東京府統計 17 ] |
| 1913年（大正02年） | 1,606           | [ 東京府統計 18 ] |
| 1914年（大正03年） | 1,533           | [ 東京府統計 19 ] |
| 1915年（大正04年） | 1,308           | [ 東京府統計 20 ] |
| 1916年（大正05年） | 1,747           | [ 東京府統計 21 ] |
| 1919年（大正08年） | 2,967           | [ 東京府統計 22 ] |
| 1920年（大正09年） | 4,255           | [ 東京府統計 23 ] |
| 1922年（大正11年） | 6,787           | [ 東京府統計 24 ] |
| 1923年（大正12年） | 7,383           | [ 東京府統計 25 ] |
| 1924年（大正13年） | 7,237           | [ 東京府統計 26 ] |
| 1925年（大正14年） | 7,602           | [ 東京府統計 27 ] |
| 1926年（昭和元年） | 8,695           | [ 東京府統計 28 ] |
| 1927年（昭和02年） | 9,589           | [ 東京府統計 29 ] |
| 1928年（昭和03年） | 10,507          | [ 東京府統計 30 ] |
| 1929年（昭和04年） | 11,878          | [ 東京府統計 31 ] |
| 1930年（昭和05年） | 11,764          | [ 東京府統計 32 ] |
| 1931年（昭和06年） | 11,749          | [ 東京府統計 33 ] |
| 1932年（昭和07年） | 12,439          | [ 東京府統計 34 ] |
| 1933年（昭和08年） | 12,836          | [ 東京府統計 35 ] |
| 1934年（昭和09年） | 13,261          | [ 東京府統計 36 ] |
| 1935年（昭和10年） | 13,606          | [ 東京府統計 37 ] |

### 年度別1日平均乗車人員（1953年 - 2000年）
| 年度               | 国鉄 / JR東日本 | 営団     | 営団     | 都営地下鉄 | 出典              |
| 年度               | 国鉄 / JR東日本 | 有楽町線 | 南北線   | 都営地下鉄 | 出典              |
| ------------------ | --------------- | -------- | -------- | ---------- | ----------------- |
| 1953年（昭和28年） | 20,506          | 未 開 業 | 未 開 業 | 未 開 業   | [ 東京都統計 1 ]  |
| 1954年（昭和29年） | 23,797          | 未 開 業 | 未 開 業 | 未 開 業   | [ 東京都統計 2 ]  |
| 1955年（昭和30年） | 24,959          | 未 開 業 | 未 開 業 | 未 開 業   | [ 東京都統計 3 ]  |
| 1956年（昭和31年） | 27,060          | 未 開 業 | 未 開 業 | 未 開 業   | [ 東京都統計 4 ]  |
| 1957年（昭和32年） | 28,597          | 未 開 業 | 未 開 業 | 未 開 業   | [ 東京都統計 5 ]  |
| 1958年（昭和33年） | 30,932          | 未 開 業 | 未 開 業 | 未 開 業   | [ 東京都統計 6 ]  |
| 1959年（昭和34年） | 33,023          | 未 開 業 | 未 開 業 | 未 開 業   | [ 東京都統計 7 ]  |
| 1960年（昭和35年） | 36,042          | 未 開 業 | 未 開 業 | 未 開 業   | [ 東京都統計 8 ]  |
| 1961年（昭和36年） | 37,742          | 未 開 業 | 未 開 業 | 未 開 業   | [ 東京都統計 9 ]  |
| 1962年（昭和37年） | 41,307          | 未 開 業 | 未 開 業 | 未 開 業   | [ 東京都統計 10 ] |
| 1963年（昭和38年） | 44,399          | 未 開 業 | 未 開 業 | 未 開 業   | [ 東京都統計 11 ] |
| 1964年（昭和39年） | 48,595          | 未 開 業 | 未 開 業 | 未 開 業   | [ 東京都統計 12 ] |
| 1965年（昭和40年） | 50,803          | 未 開 業 | 未 開 業 | 未 開 業   | [ 東京都統計 13 ] |
| 1966年（昭和41年） | 53,171          | 未 開 業 | 未 開 業 | 未 開 業   | [ 東京都統計 14 ] |
| 1967年（昭和42年） | 55,032          | 未 開 業 | 未 開 業 | 未 開 業   | [ 東京都統計 15 ] |
| 1968年（昭和43年） | 57,290          | 未 開 業 | 未 開 業 | 未 開 業   | [ 東京都統計 16 ] |
| 1969年（昭和44年） | 54,131          | 未 開 業 | 未 開 業 | 未 開 業   | [ 東京都統計 17 ] |
| 1970年（昭和45年） | 56,159          | 未 開 業 | 未 開 業 | 未 開 業   | [ 東京都統計 18 ] |
| 1971年（昭和46年） | 60,505          | 未 開 業 | 未 開 業 | 未 開 業   | [ 東京都統計 19 ] |
| 1972年（昭和47年） | 60,090          | 未 開 業 | 未 開 業 | 未 開 業   | [ 東京都統計 20 ] |
| 1973年（昭和48年） | 60,046          | 未 開 業 | 未 開 業 | 未 開 業   | [ 東京都統計 21 ] |
| 1974年（昭和49年） | 62,910          | 11,882   | 未 開 業 | 未 開 業   | [ 東京都統計 22 ] |
| 1975年（昭和50年） | 58,628          | 16,656   | 未 開 業 | 未 開 業   | [ 東京都統計 23 ] |
| 1976年（昭和51年） | 61,068          | 20,299   | 未 開 業 | 未 開 業   | [ 東京都統計 24 ] |
| 1977年（昭和52年） | 62,882          | 23,019   | 未 開 業 | 未 開 業   | [ 東京都統計 25 ] |
| 1978年（昭和53年） | 64,819          | 23,271   | 未 開 業 | 未 開 業   | [ 東京都統計 26 ] |
| 1979年（昭和54年） | 63,612          | 24,704   | 未 開 業 | 9,500      | [ 東京都統計 27 ] |
| 1980年（昭和55年） | 57,296          | 31,222   | 未 開 業 | 18,449     | [ 東京都統計 28 ] |
| 1981年（昭和56年） | 59,512          | 35,315   | 未 開 業 | 22,195     | [ 東京都統計 29 ] |
| 1982年（昭和57年） | 61,145          | 36,962   | 未 開 業 | 24,060     | [ 東京都統計 30 ] |
| 1983年（昭和58年） | 62,060          | 40,940   | 未 開 業 | 26,749     | [ 東京都統計 31 ] |
| 1984年（昭和59年） | 63,438          | 44,614   | 未 開 業 | 32,082     | [ 東京都統計 32 ] |
| 1985年（昭和60年） | 66,847          | 46,359   | 未 開 業 | 32,512     | [ 東京都統計 33 ] |
| 1986年（昭和61年） | 67,036          | 47,792   | 未 開 業 | 33,600     | [ 東京都統計 34 ] |
| 1987年（昭和62年） | 67,801          | 49,880   | 未 開 業 | 35,519     | [ 東京都統計 35 ] |
| 1988年（昭和63年） | 69,751          | 53,775   | 未 開 業 | 37,767     | [ 東京都統計 36 ] |
| 1989年（平成元年） | 69,586          | 55,608   | 未 開 業 | 37,515     | [ 東京都統計 37 ] |
| 1990年（平成02年） | 69,901          | 56,942   | 未 開 業 | 40,427     | [ 東京都統計 38 ] |
| 1991年（平成03年） | 71,478          | 56,541   | 未 開 業 | 40,664     | [ 東京都統計 39 ] |
| 1992年（平成04年） | 72,268          | 56,655   | 未 開 業 | 23,085     | [ 東京都統計 40 ] |
| 1993年（平成05年） | 70,260          | 56,181   | 未 開 業 | 41,567     | [ 東京都統計 41 ] |
| 1994年（平成06年） | 69,408          | 55,458   | 未 開 業 | 41,641     | [ 東京都統計 42 ] |
| 1995年（平成07年） | 69,536          | 54,861   | 3,667    | 40,351     | [ 東京都統計 43 ] |
| 1996年（平成08年） | 67,959          | 52,537   | 3,667    | 40,351     | [ 東京都統計 44 ] |
| 1997年（平成09年） | 65,674          | 50,430   | 4,299    | 39,636     | [ 東京都統計 45 ] |
| 1998年（平成10年） | 62,674          | 48,175   | 5,874    | 37,819     | [ 東京都統計 46 ] |
| 1999年（平成11年） | 60,628          | 46,109   | 7,287    | 36,740     | [ 東京都統計 47 ] |
| 2000年（平成12年） | 60,614          | 46,877   | 8,805    | 36,932     | [ 東京都統計 48 ] |

### 年度別1日平均乗車人員（2001年以降）
| 年度               | JR東日本 | 営団 / 東京メトロ | 営団 / 東京メトロ | 都営地下鉄 | 出典              |
| 年度               | JR東日本 | 有楽町線          | 南北線            | 都営地下鉄 | 出典              |
| ------------------ | -------- | ----------------- | ----------------- | ---------- | ----------------- |
| 2001年（平成13年） | 59,827   | 45,304            | 10,805            | 36,153     | [ 東京都統計 49 ] |
| 2002年（平成14年） | 60,036   | 44,573            | 11,277            | 36,458     | [ 東京都統計 50 ] |
| 2003年（平成15年） | 58,551   | 44,041            | 11,817            | 35,809     | [ 東京都統計 51 ] |
| 2004年（平成16年） | 58,009   | 44,055            | 12,723            | 35,740     | [ 東京都統計 52 ] |
| 2005年（平成17年） | 58,799   | 44,592            | 13,211            | 36,351     | [ 東京都統計 53 ] |
| 2006年（平成18年） | 58,982   | 45,984            | 13,701            | 37,444     | [ 東京都統計 54 ] |
| 2007年（平成19年） | 60,746   | 49,090            | 14,751            | 40,951     | [ 東京都統計 55 ] |
| 2008年（平成20年） | 60,301   | 48,531            | 16,307            | 42,010     | [ 東京都統計 56 ] |
| 2009年（平成21年） | 59,680   | 47,936            | 16,709            | 42,257     | [ 東京都統計 57 ] |
| 2010年（平成22年） | 58,386   | 47,491            | 16,902            | 41,834     | [ 東京都統計 58 ] |
| 2011年（平成23年） | 56,956   | 46,233            | 16,639            | 40,759     | [ 東京都統計 59 ] |
| 2012年（平成24年） | 57,555   | 47,147            | 17,087            | 41,349     | [ 東京都統計 60 ] |
| 2013年（平成25年） | 58,900   | 48,758            | 17,759            | 42,686     | [ 東京都統計 61 ] |
| 2014年（平成26年） | 59,080   | 49,743            | 18,232            | 43,821     | [ 東京都統計 62 ] |
| 2015年（平成27年） | 60,673   | 51,749            | 19,025            | 45,492     | [ 東京都統計 63 ] |
| 2016年（平成28年） | 61,184   | 52,819            | 19,548            | 46,499     | [ 東京都統計 64 ] |
| 2017年（平成29年） | 62,333   | 54,107            | 20,268            | 48,420     | [ 東京都統計 65 ] |
| 2018年（平成30年） | 63,066   | 55,422            | 21,071            | 49,533     | [ 東京都統計 66 ] |
| 2019年（令和元年） | 63,882   | 55,189            | 21,303            | 49,636     | [ 東京都統計 67 ] |
| 2020年（令和02年） | 39,625   |                   |                   | 32,938     |                   |
| 2021年（令和03年） | 41,847   |                   |                   | 34,834     |                   |
| 2022年（令和04年） | 46,313   |                   |                   | 38,508     |                   |
| 2023年（令和05年） | 49,474   |                   |                   | 42,165     |                   |

### 備考
1. ↑  1974年10月30日開業。開業日から翌年3月31日までの計153日間を集計したデータ。
2. ↑  1980年3月16日開業。開業日から同年3月31日までの計16日間を集計したデータ。
3. ↑  1996年3月26日開業。開業日から同年3月31日までの計6日間を集計したデータ。
4. ↑  2000年9月26日、目黒駅 - 溜池山王駅間開業。

## 駅周辺
周辺は、学校やオフィスビルが多く立地する。周辺には番町、麹町、九段、市谷などの地区がある。

### 施設・団体
- 皇居外堀（外濠）- 飯田橋駅から法政大学側へと続き、線路に隣接している。
- 防衛省市ヶ谷地区・防衛省市ヶ谷庁舎
- 警視庁第五機動隊
- 警視庁特科車両隊
- 江上料理学院
- 日本歯科医師会
- 日本棋院
- 大日本印刷
- 日本公認会計士協会
- シャープ市ヶ谷ビル
- SME六番町ビル
- 保健会館
  - 全国保健センター連合会
  - 日本家族計画協会
- 東京逓信病院
- 麹町郵便局
- 麹町郵便局東京逓信病院内分室
- 千代田四番町郵便局
- 新宿保健会館内郵便局
- 靖国通り（東京都道302号新宿両国線）
- 外堀通り（東京都道405号外濠環状線）
- 日本テレビ通り
- 靖国神社
- 法政大学市ケ谷キャンパス
- 中央大学市ヶ谷キャンパス・ミドルブリッジ
- 日本大学本部
- 二松學舍大学九段キャンパス[注釈 3]
- 大妻女子大学千代田キャンパス
- 大妻中学校・高等学校
- 東京家政学院大学千代田三番町キャンパス
- 東京家政学院中学校・高等学校
- 三輪田学園中学校・高等学校
- ローマ法王庁大使館
- 駐日イスラエル大使館
- 千代田区立東郷元帥記念公園
- アルカディア市ヶ谷（私学会館）
- 駿台予備学校市谷校舎
- 山脇美術専門学院
- 東京観光専門学校
- メヂカルフレンド社
- 日本学生支援機構
- 河合塾麹町校
- 市ヶ谷アイスボックス
- バスクリン本社
- 文教堂
- 市ヶ谷フィッシュセンター

## バス路線
最寄りのバス停留所は「市ヶ谷駅前」である。
- 都営バス
  - 高71系統：九段下行 / 高田馬場駅前行
  - 橋63系統：新橋駅前行 / 小滝橋車庫前行
- 日立自動車交通
  - 風ぐるま 麹町ルート：千代田区役所行

## 隣の駅
東日本旅客鉄道（JR東日本）
 中央・総武線（各駅停車）
飯田橋駅 (JB 16) - 市ケ谷駅 (JB 15) - 四ツ谷駅 (JB 14)
東京地下鉄（東京メトロ）
 有楽町線
飯田橋駅 (Y 13) - 市ケ谷駅 (Y 14) - 麹町駅 (Y 15)
 南北線
四ツ谷駅 (N 08) - 市ケ谷駅 (N 09) - 飯田橋駅 (N 10)
東京都交通局（都営地下鉄）
 都営新宿線
■急行
新宿駅 (S 01) - 市ヶ谷駅 (S 04) - 神保町駅 (S 06)
■各駅停車
曙橋駅 (S 03) - 市ヶ谷駅 (S 04) - 九段下駅 (S 05)